# Java类加载器
Java类加载器（英語：Java Classloader）是Java运行时环境（Java Runtime Environment）的一个部件，负责动态加载Java类到Java虚拟机的内存空间中。类通常是按需加载，即第一次使用该类时才加载。由于有了类加载器，Java运行时系统不需要知道文件与文件系统。对学习类加载器而言，掌握Java的委派概念是很重要的。
每个Java类必须由某个类加载器装入到内存。Java程序可以通过类加载器来利用外部库（即由其他作者编写的软件库）。
JVM中有3个默认的类加载器：
1. 引导（Bootstrap）类加载器。由原生代码（如C语言）编写，不继承自java.lang.ClassLoader。负责加载核心Java库[5]，存储在<JAVA_HOME>/jre/lib目录中。
2. 扩展（Extensions）类加载器。用来在<JAVA_HOME>/jre/lib/ext,[6]或java.ext.dirs中指明的目录中加载 Java的扩展库。Java 虚拟机的实现会提供一个扩展库目录。该类加载器在此目录里面查找并加载 Java 类。该类由sun.misc.Launcher$ExtClassLoader实现。
3. Apps类加载器（也称系统类加载器）。根据 Java应用程序的类路径（java.class.path或CLASSPATH环境变量）来加载 Java 类。一般来说，Java 应用的类都是由它来完成加载的。可以通过 ClassLoader.getSystemClassLoader()来获取它。该类由sun.misc.Launcher$AppClassLoader实现。

每个类装载器通过组合的方式包含一个父装载器（parent class loader）。
JDK 1.2之后引入“双亲委派”方式来实现类加载器的层次调用，以尽可能保证JDK的系统API不会被用户定义的类加载器所破坏，但一些使用场景会打破这个惯例来实现必要的功能。

## 自定义类加载器
开发可以通过继承java.lang.ClassLoader类的方式实现自己的类加载器，以满足一些特殊的需求而不需要完全了解Java虚拟机的类加载的细节。
可用于：
- 运行时装载或卸载类。这常用于：
  - 实现脚本语言
  - 用于bean生成器
  - 允许用户定义的扩展性（英语：extensibility）
  - 允许命名空间之间的通信。这是CORBA / RMI协议的基础。
- 改变Java字节码的装入，例如：可用于Java类字节码的加密装入。[7]
- 修改已装入的字节码（面向切面编程中用于织入切面代码）。

## JEE的类装载
Java EE （JEE）应用程序服务器典型地用树状的一组类装载器从已部署的WAR或EAR文档中装入类。这使得应用程序之间彼此隔离，但共享已部署模块。servlet container一般被实现为多个类装载器。

## JAR地狱
和DLL地狱一样，一个组件的特定JAR也存在版本差异，不同版本间的JAR文件的Class文件存在差异（包括Class文件的编译版本、Class的成员结构、Class继承关系等）的话，也会在运行时触发各种因为类文件结果冲突而导致的错误警告。对于Servlet容器，还存在容器所需的JAR与应用内所需的JAR双线冲突的问题。
不同于DLL地狱，Java开发者会使用一些项目管理程序（例如Apache Maven）来解决JAR版本之间的冲突，通过配置依赖关系文件，设定不同组件的JAR版本依赖关系，由项目管理程序自动加载相应合适的JAR，来控制JAR间 的版本关系。而对于Servlet容器，也会通过自己实现类加载器打破JDK的“双亲委派”方式来避免JAR加载冲突。